# 尾高忠明
尾高 忠明（おたか ただあき、1947年11月8日 - ）は、日本の指揮者。大阪フィルハーモニー交響楽団音楽監督。東京藝術大学音楽学部指揮科名誉教授。

## 人物・来歴
作曲家・指揮者である尾高尚忠の次男として神奈川県鎌倉市に生まれる。兄は作曲家尾高惇忠。妻の尾高遵子（ゆきこ）はピアニストである。父方の伯父の尾高朝雄は西田幾多郎門下の東大法学部元教授（法哲学）、同じく伯父の尾高邦雄は東大文学部元教授（労働社会学）、従兄の尾髙煌之助は一橋大学経済研究所元教授、曾祖父の尾高惇忠は富岡製糸場の初代工場長などを務めた明治期の実業家である。曾祖父惇忠の従弟で妹婿であった実業家渋沢栄一もまた忠明の曾祖父であり、作曲家諸井三郎・誠親子とも渋沢家、および従兄の会計学者諸井勝之助を通じて縁戚関係にある。母方の親族では、チェリスト倉田澄子が従姉、女優・演出家長岡輝子が伯母に当たる。
桐朋学園大学で斎藤秀雄に指揮を師事する。第2回民音指揮者コンクールで第2位に入賞する。NHK交響楽団指揮研究員を経て、ウィーン国立音楽大学に留学、ハンス・スワロフスキーに師事した。NHK交響楽団と数多く共演し、大河ドラマのテーマ曲指揮も数多く担当した。渋沢栄一が主人公である2021年の大河ドラマ『青天を衝け』のテーマ曲の指揮も、曽孫である忠明が担当している。30歳前後の頃は『音楽の広場』などのNHK番組にレギュラー出演、指揮だけではなく柔和なトークでお茶の間に親しまれ、クラシック音楽啓蒙にも尽力した。1974年から長年にわたり東京フィルハーモニー交響楽団常任指揮者を務め、現在は桂冠指揮者。1992年からは、読売日本交響楽団常任指揮者を6年間務め、現在は名誉客演指揮者。
1987年にBBCウェールズ交響楽団首席指揮者（現桂冠指揮者）に就任後、エルガー、ウォルトン、ブリテンなどのイギリス音楽を数多く手がけ、大英帝国勲章、エルガーメダルなどを受章した。
国内主要オーケストラへの客演をはじめ、ロンドン交響楽団、ロンドン・フィルハーモニー管弦楽団、BBC交響楽団、バーミンガム市交響楽団、バンベルク交響楽団、ロッテルダム・フィルハーモニー管弦楽団、ヘルシンキ・フィルハーモニー管弦楽団、オスロ・フィルハーモニー管弦楽団、ワルシャワ・フィルハーモニー管弦楽団等世界各地のオーケストラへ客演している。
1998年から、札幌交響楽団常任指揮者、音楽監督を務め、現在は名誉音楽監督。同楽団とは2002年、2011年の2度、ベートーヴェンの交響曲全曲、2013年から3年かけてシベリウスの交響曲全曲を演奏した。
その他、ブリテンのオペラ『ピーター・グライムズ』、
『戦争レクイエム』などの大作を手がけた。
2010年から、NHK交響楽団正指揮者を務める。2012年の中国公演（日中国交正常化40周年記念）を指揮している。2010年から2014年までは新国立劇場オペラ監督も務めたが、首の故障もあり、一度もオーケストラピットに入ることなく任期を終えている。
2017年4月から大阪フィルハーモニー交響楽団のミュージック・アドヴァイザーを務め、翌2018年4月、同楽団の音楽監督に就任。
2021年から「東京国際音楽コンクール＜指揮＞」審査委員長を務める。

## 経歴
- 1971年：NHK交響楽団を指揮してデビュー[4]、NHK教育テレビのクラシック番組に多く登場した。
- 1974年 - 1991年：東京フィルハーモニー交響楽団常任指揮者、1992年に同楽団の桂冠指揮者となる。
- 1981年 - 1986年：札幌交響楽団正指揮者[13]。
- 1991年：第23回サントリー音楽賞受賞。
- 1992年 - 1998年：読売日本交響楽団常任指揮者、1998年4月より名誉客演指揮者。
- 1995年：紀尾井シンフォニエッタ東京の誕生とともに同楽団首席指揮者、2003年より桂冠名誉指揮者[4]。
- 1998年 - ：札幌交響楽団常任指揮者。2004年5月より音楽監督、2015年4月より名誉音楽監督。
- 2010年1月 - ：NHK交響楽団正指揮者。
- 2010年 - 2014年：新国立劇場オペラ部門芸術監督。
- 2014年：北海道文化賞受賞。
- 2017年4月 - 2018年3月：大阪フィルハーモニー交響楽団ミュージック・アドヴァイザー
- 2018年4月 -：大阪フィルハーモニー交響楽団第3代音楽監督。自らが指揮した「ベートーヴェン交響曲全曲演奏会」の成果が認められ、翌年に大阪文化祭賞を受賞[14]。
- 2019年：第49回JXTG音楽賞 洋楽部門 本賞[15]、第70回NHK放送文化賞受賞。
- 2021年：旭日小綬章受章[16][17]。
- 2021年：尾高の曾祖父渋沢栄一が主人公の大河ドラマ「青天を衝け」のテーマ曲の指揮を担当する。

日本国外では
- 1987年：BBCウェールズ交響楽団首席指揮者に就任、1996年より桂冠指揮者となる。
- 1993年：ウェールズ大学より名誉博士号授与。
- 1997年：エリザベス2世女王より大英帝国勲章（CBE）を受章。
- 1999年：英国エルガー協会よりエルガーメダルを受章（日本人初）[18]。
- 2010年 - 2012年：メルボルン交響楽団首席客演指揮者。

## 社会的活動
- 文化庁文化審議会元委員

## 出演番組
- 音楽の好きな街（1984年、NHK） - 司会

### ドキュメンタリー
- 世界・わが心の旅「ウィーン ベートーベンの心の音色」（2003年3月23日、NHK衛星第2テレビジョン）[19]